# Golful Saros

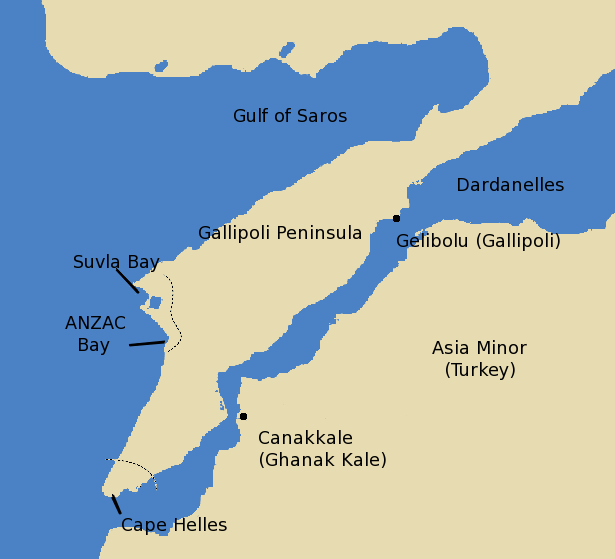
Harta golfului Saros cu peninsula Gallipoli

Golful Saros (în turcă: Saros Körfezi) este un braț al Mării Egee, în regiunea Marmara, în Turcia. În Antichitate era denumit Golful Melas (de la numele fluviului eponim).

## Descriere
Cu dimensiunile de 75 km pe 35 km, golful este format la sud de peninsula Gallipoli (provincia Çanakkale), iar la nord de coasta provinciei Edirne.
Insulele Imbros și Samothraki se află nu departe de gura golfului.
Golful este situat pe falia nord-anatoliană.